# Rodolfo Martín Villa

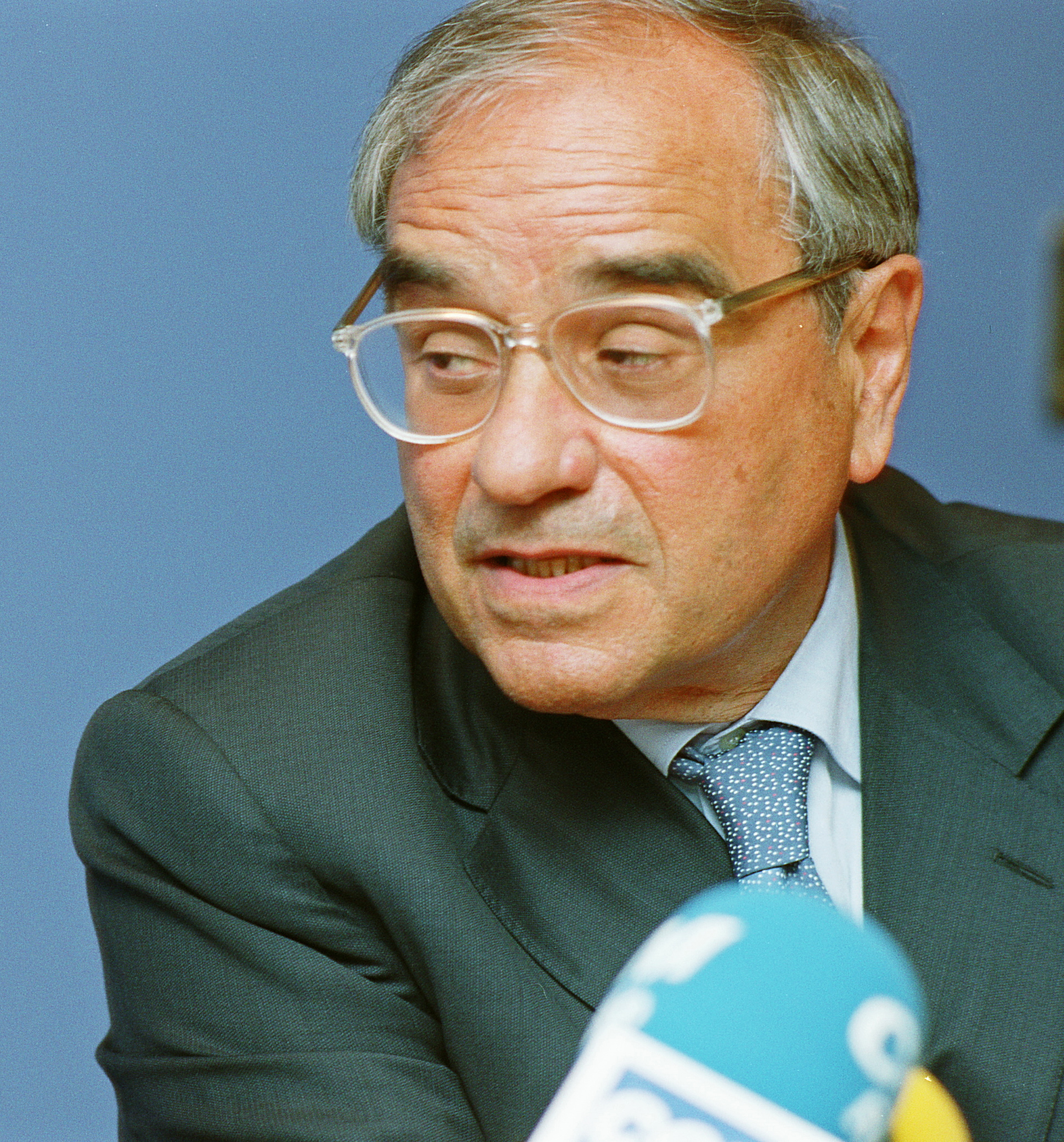
Martín Villa em 2001

Rodolfo Martín Villa (nascido a 3 de outubro de 1934) é um engenheiro e político espanhol que ocupou vários cargos em governos da transição espanhola para a democracia, incluindo ministro do interior e vice-primeiro-ministro. Ele está a ser investigado na Argentina por homicídio qualificado e crimes contra a humanidade cometidos durante o massacre de Vitória de 1976.